# Elisabethkirche (Breslau)

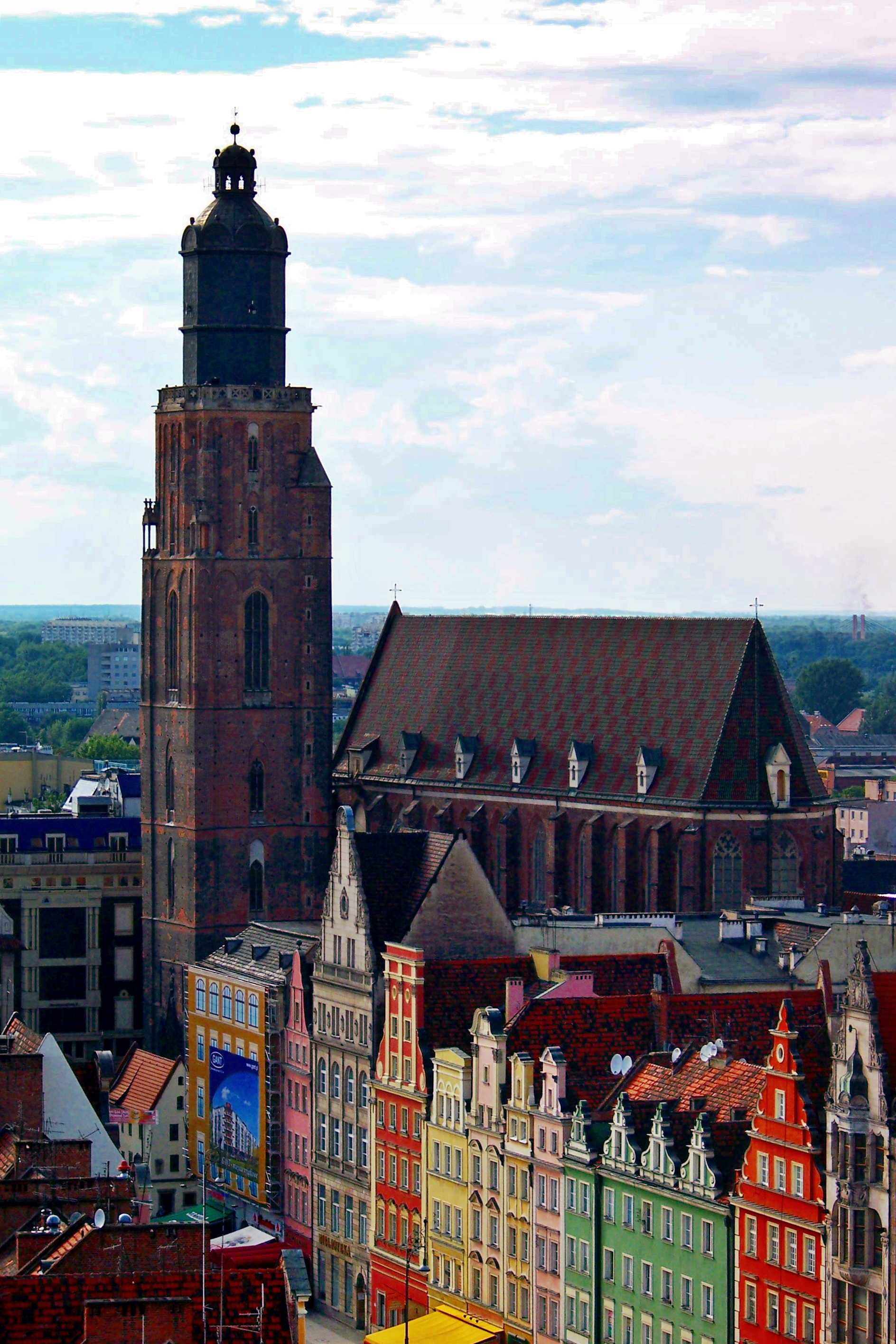
St.-Elisabeth-Kirche mit den Häusern am Großen Ring

Die Elisabethkirche (polnisch Bazylika św. Elżbiety) ist ein backsteingotischer Kirchenbau in der Breslauer Altstadt und zählt zu den ältesten und größten Kirchen der Stadt. Zwischen 1525 und 1945 war die Kirche die evangelische Hauptkirche von Breslau, dann Pfarrkirche der polnischen evangelisch-lutherischen Gemeinde. Seit der Enteignung im Juli 1946 ist sie römisch-katholische Garnisonkirche.

## Lage
Das Kirchengebäude steht an der Nordwestecke des Ringes (Rynek) zwischen der Herrenstraße (ul. Kiełbaśnicza), Oderstraße (ul. Odrzańska), Nikolaistraße (ul. św. Mikołaja) und An der Elisabethkirche (ul. św. Elżbiety). Vor dem Gebäude stehen die beiden Häuser Hänsel und Gretel.

## Geschichte

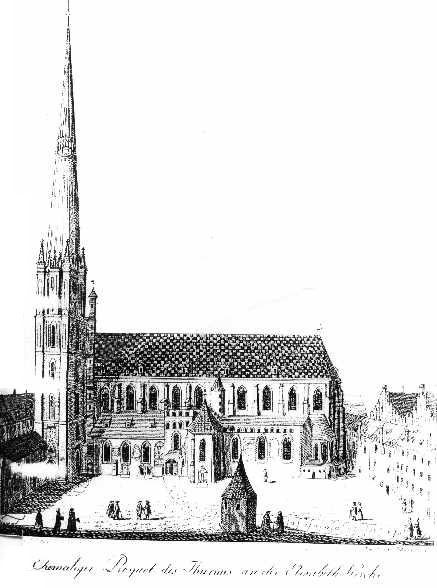
St. Elisabeth im 16. Jahrhundert mit 130 m hohem Turm

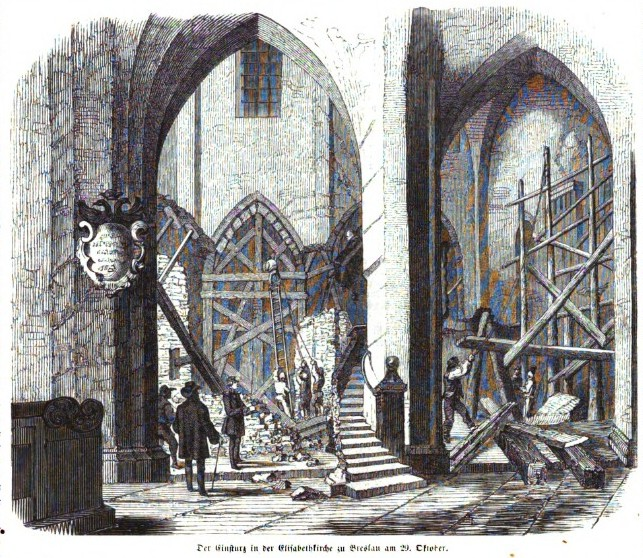
Zeitgenössische Darstellung des Innenraumes nach dem Einsturz von Pfeilern am 29. Oktober 1857

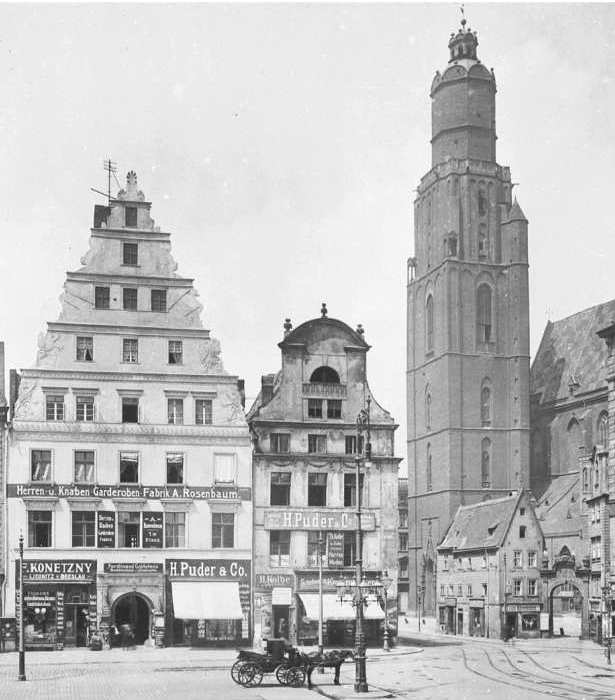
Aufnahme der Kirche vor 1900

Eine erste Holzkirche an gleicher Stelle gab es bereits im 11. Jahrhundert. Zwischen 1220 und 1230 wurde eine romanische Kirche, die St. Laurentius gewidmet war, erbaut, deren Reste des Fundaments noch heute vorzufinden sind. Nach der Zerstörung Breslaus durch die Mongolen und der Verleihung des Magdeburger Rechts 1242 wurde eine neue Kirche errichtet und am 19. November 1257 durch Bischof Thomas der in der Kirchweihe  dem Patronat der heiligen Elisabeth von Thüringen anvertraut. Die heutige dreischiffige Basilika im gotischen Stil entstand Anfang des vierzehnten Jahrhunderts unter Herzog Boleslaw III. Von 1452 bis 1456 wurde ein neuer, 130 Meter hoher Kirchturm errichtet, der damals zu den höchsten Gebäuden Europas zählte.
Im Zuge der Reformation wurde St. Elisabeth am 6. April 1525 als eine der ersten Kirchen Schlesiens evangelisch. Auf Vorschlag des Reformators Johann Heß wurde Ambrosius Moibanus ihr erster evangelischer Pfarrer.
Der 130 m hohe Kirchturm stürzte 1529 durch einen Sturm und heftigen Hagel ein. 1535 wurde ein neuer 90 m hoher Kirchturm im Stil der Renaissance mit sechs Glocken gebaut. Am 10. September 1649 stürzte kurz nach dem Frühgottesdienst ein Pfeiler im Nordschiff ein, da dieser das Gewicht der Orgel nicht mehr tragen konnte. Weitere Pfeiler stürzten vier Tage später ein, wobei zwei Kapellen sowie die Orgel zerstört wurden. Zwei Jahre später konnten die Renovierungsarbeiten beendet werden. Eine Explosion im Nachbarhaus zerstörte 1749 einen Teil der Kirchenfenster. Am 29. Oktober 1857 stürzten erneut, während Renovierungsarbeiten im Innenraum, zwei Pfeiler ein. Infolge weiterer Renovierung im Außenbereich erhielt die Kirche in den Jahren 1890 bis 1893 ein schachbrettartiges Ziegeldach.
Als am 9. November 1857 die 600-Jahr-Feier der Kirchenweihe begangen wurde, fand sich das preußische Königspaar in Breslau ein. Sie übergaben als Jubelgeschenk ein 77 Fuß hohes Glasfenster, das in der Berlinischen Königlichen Glasmalwerkstatt gefertigt worden war. Es zeigte im unteren Teil Mosaike, im oberen Teil Figuren: den Herzog Heinrich II. mit seiner Gemahlin Anna, den heiligen Laurentius, die heilige Elisabeth und Christus. Die gesamte Komposition wurde von dem Freskomaler Gustav Eich gestaltet.

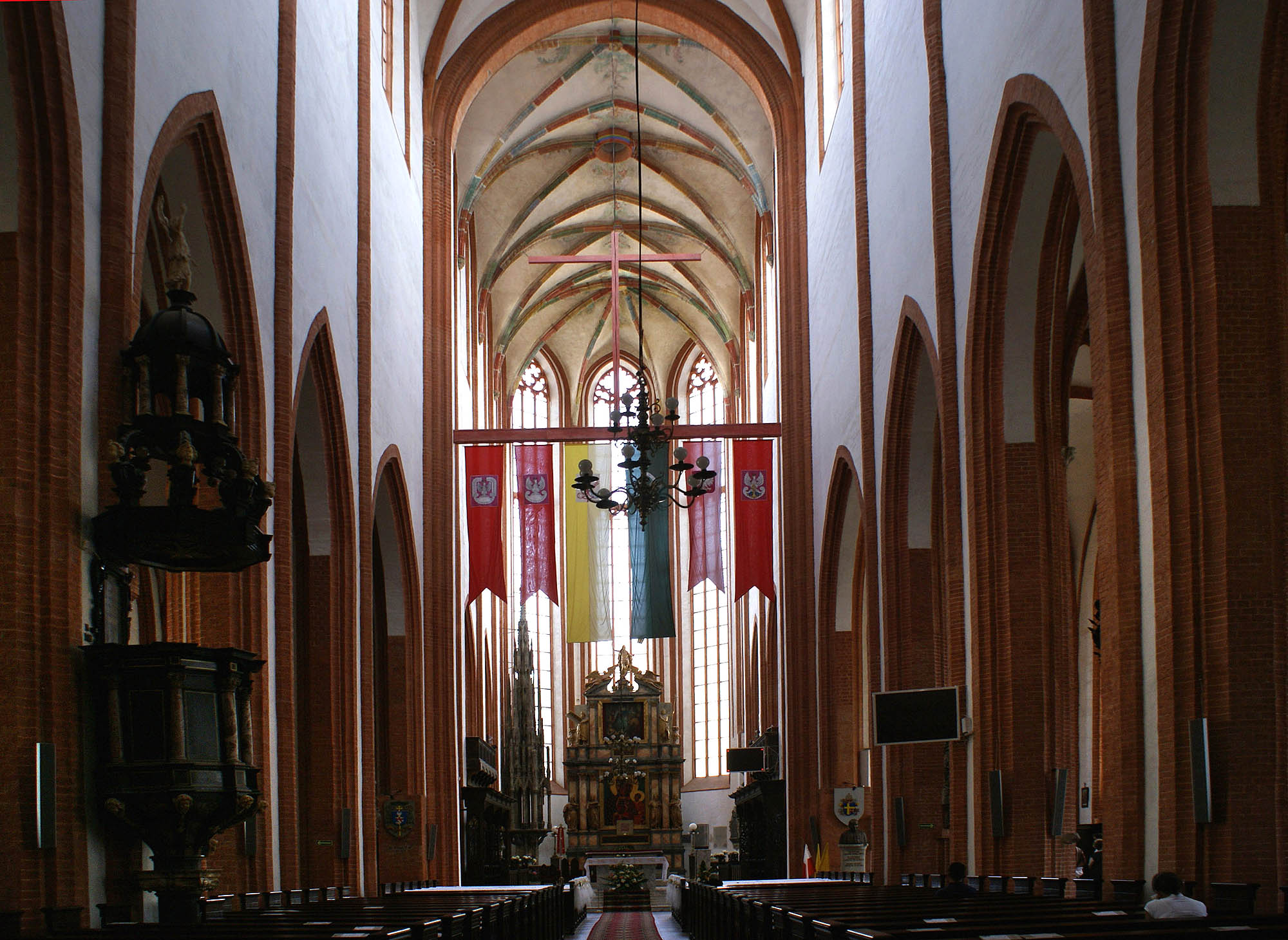
Mittelschiff mit Chor

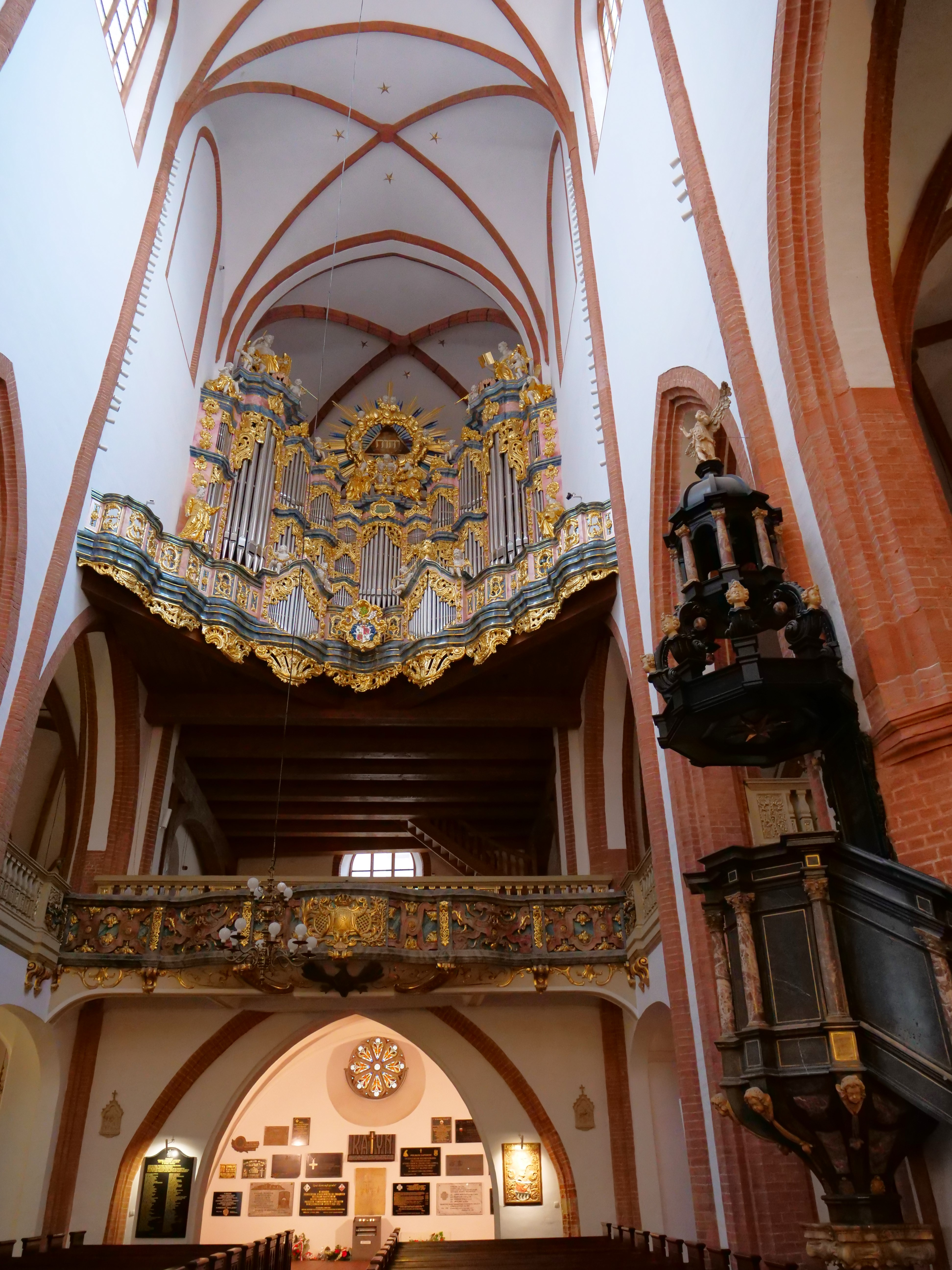
Mittelschiff mit Orgel und Kanzel

Den Zweiten Weltkrieg überstand die Kirche mit nur leichten Beschädigungen. Die letzte deutsche Predigt hielt der Stadtdekan Joachim Konrad am 30. Juni 1946 in dieser Kirche.
Nach Kriegsende diente sie zunächst noch der polnischen evangelisch-lutherischen Kirche als Pfarrkirche, wurde aber am 2. Juli 1946 beschlagnahmt und dem Militärordinariat der römisch-katholischen Kirche als Garnisonkirche übergeben. Diese Funktion hat sie bis heute inne.
1962 und 1975 zerstörten Blitzeinschläge den Turmhelm der Kirche. Durch einen Brand am 9. Juni 1976 wurden große Teile der Inneneinrichtung der Kirche zerstört, darunter die Engler-Orgel, die Dachstühle und das Kreuzrippengewölbe. Mit der Sanierung wurde erst 1981 begonnen, da zunächst archäologische Untersuchungen vorgenommen wurden. Dabei entdeckte man die Reste der Fundamente der alten romanischen Kirche. Zuvor wurden wertvolle Kunstschätze ausgelagert, die zum Teil in Museen in ganz Polen verteilt wurden und teilweise erst 2002 zurückgeführt werden konnten. Beim Wiederaufbau der Kirche nach dem großen Brand wurden moderne Baumaterialien wie Stahlbeton benutzt. Der rekonstruierte Kirchturm ist 91,5 m hoch und besitzt eine öffentlich zugängliche Aussichtsplattform. 2004 erhielt die Kirche den Titel einer Basilica minor verliehen.
1999 wurde vor der Kirche ein Denkmal des Bildhauers Karl Biedermann für Dietrich Bonhoeffer aufgestellt, der aus Breslau stammte.

## Architektur
Der dreischiffige, querschifflose Backsteinbau hat basilikalen Aufriss. Die mit Kreuzrippen gewölbten 10 Joche des Mittelschiffs sind mit fast 30 m Höhe außerordentlich steil proportioniert, ein Eindruck, der durch die hoch ansetzenden Obergadenfenster noch gesteigert wird. Die Kirche ist 68,2 m lang und 34,5 m breit. Das Hauptschiff ist 29,7 m, der Kirchturm 90 m hoch. Das Gotteshaus bietet 2000 Sitzplätze und ist somit eine der größten Kirchen Schlesiens.

## Ausstattung

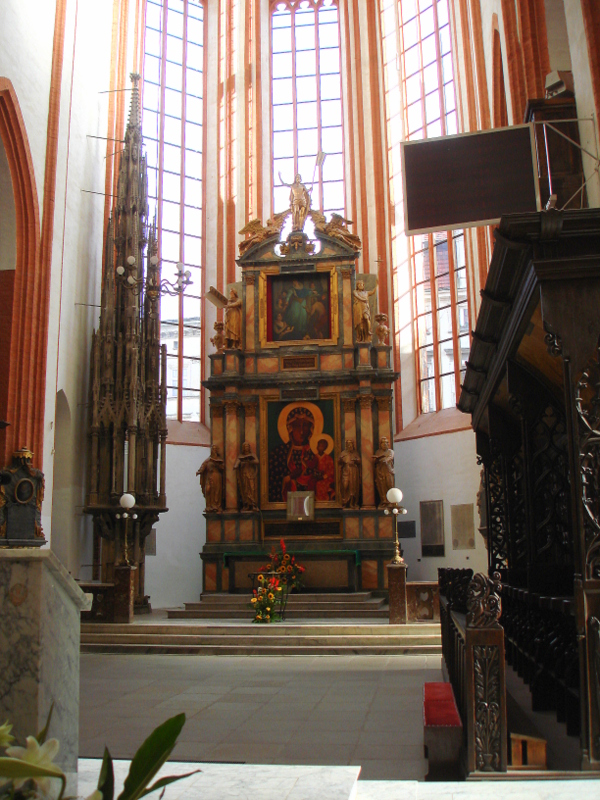
Blick in den Chor mit dem barocken Hochaltar, dem links danebenstehenden Sakramentshäuschen und dem Chorgestühl aus dem 15. Jahrhundert

Der barocke Hochaltar wurde 1653 gestiftet. In seinem Zentrum ersetzt eine Kopie des Gnadenbildes der Mutter Gottes von Tschenstochau ein 1945 entferntes Gemälde von Michael Willmann.
In direkter Nachbarschaft zum Altar steht das 15 m hohe Sakramentshäuschen, eine schlanke gotische Sandsteinarchitektur.
Das reichverzierte Chorgestühl stammt aus dem frühen 15. Jahrhundert.
Die 1652 fertiggestellte Kanzel besteht aus italienischem Marmor.
Am Ende des Mittelschiffs ist als einer der wenigen Reste der ursprünglich reichen Ausstattung noch die zwischen 1741 und 1743 für den preußischen König Friedrich II. erbaute Empore erhalten. Im Inneren der Kirche sowie an der Außenfassade befinden sich zahlreiche Epitaphe und Grabplastiken. Die meisten davon stammen aus dem 16. Jahrhundert.

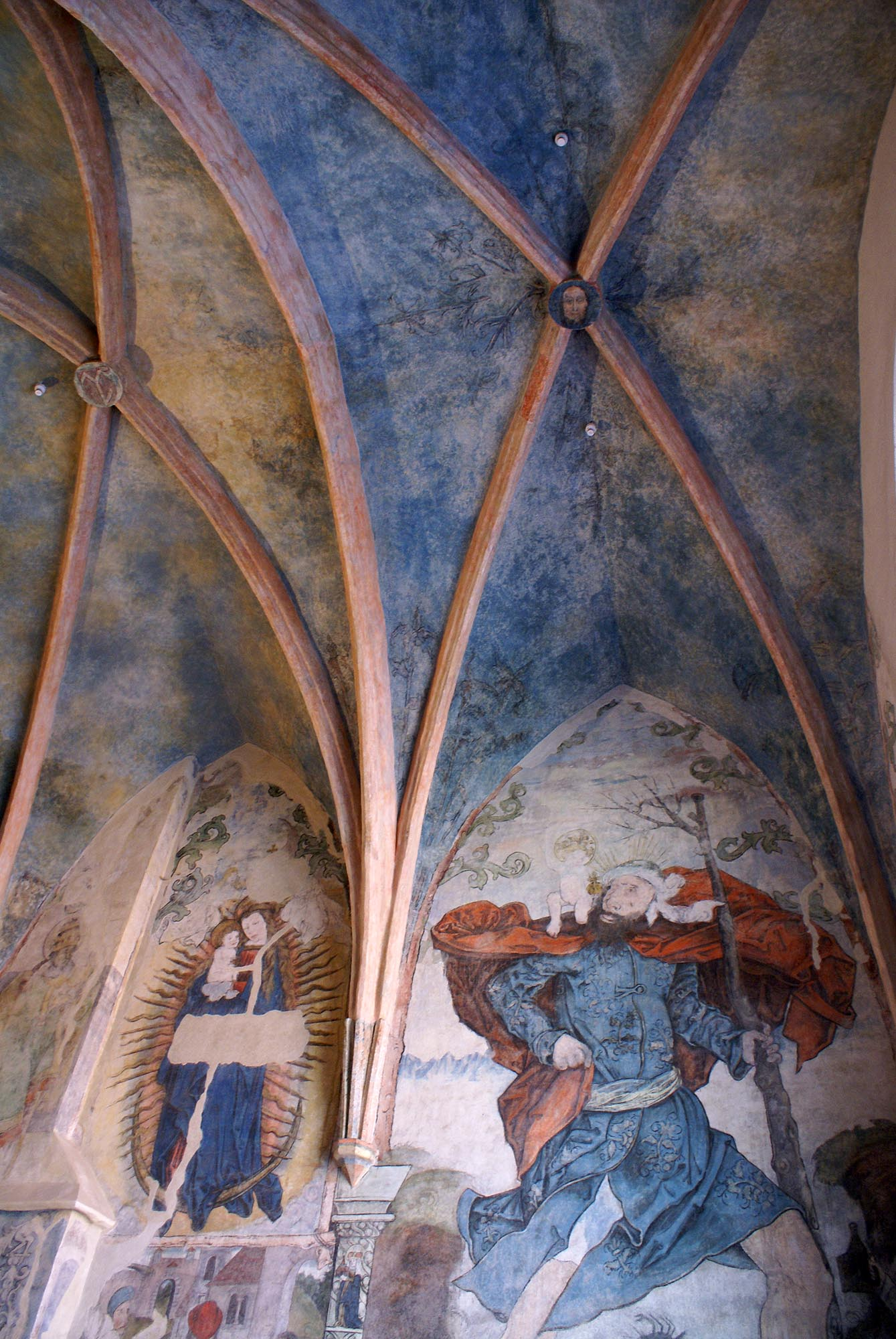
Fresken
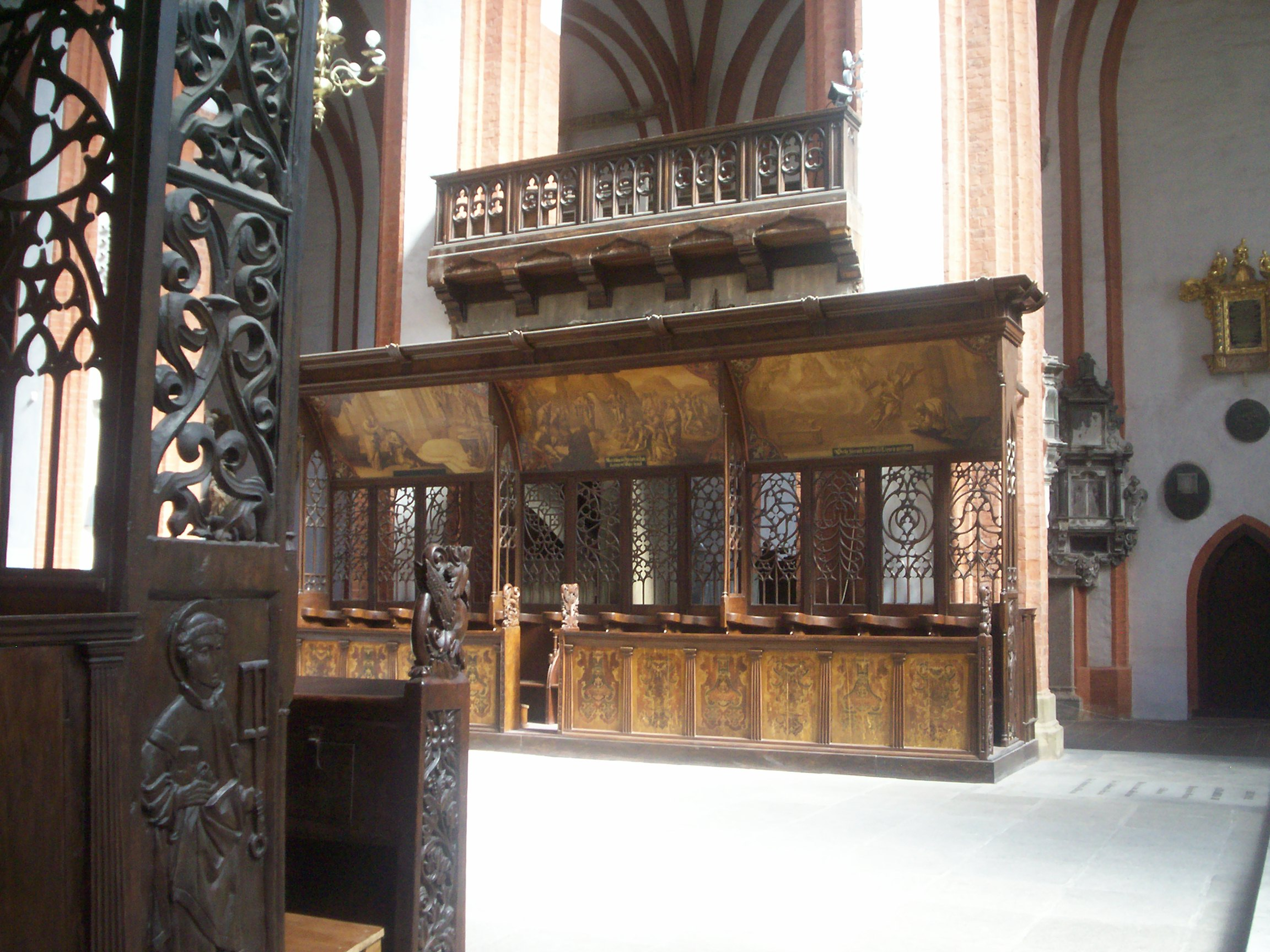
Chorgestühl
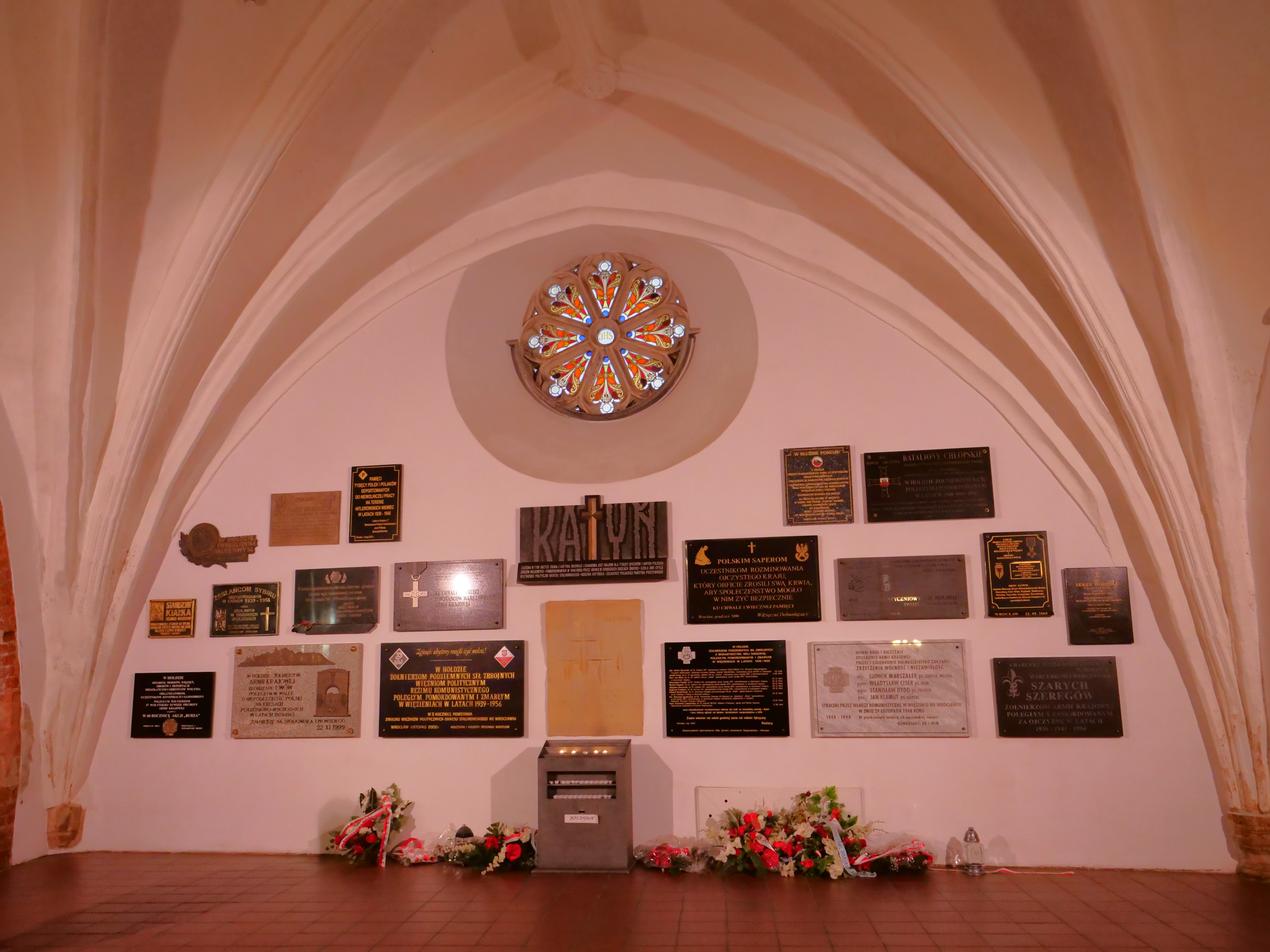
Katyn-Gedenkort
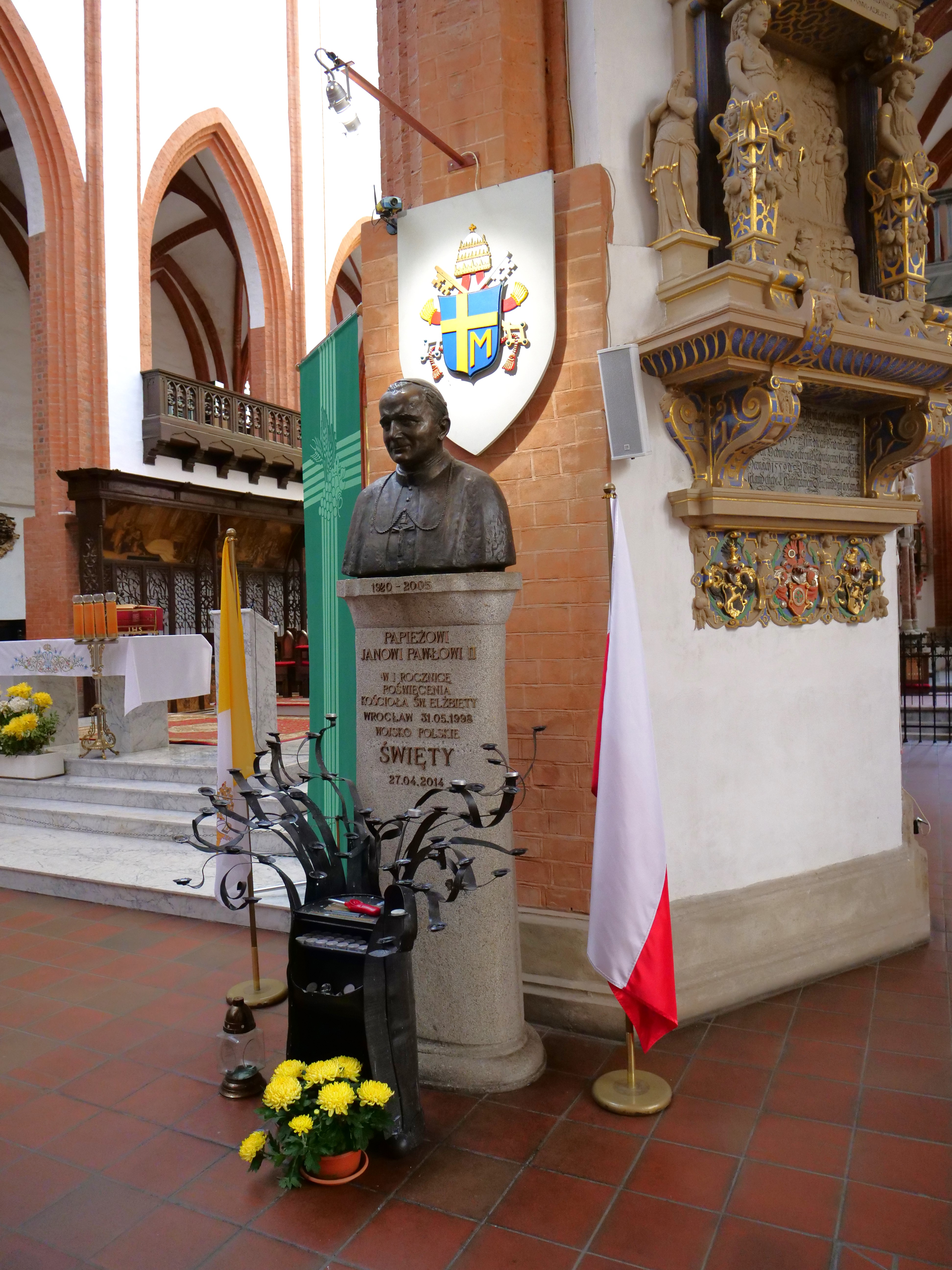
Gedenkstein für Johannes Paul II.

## Orgel

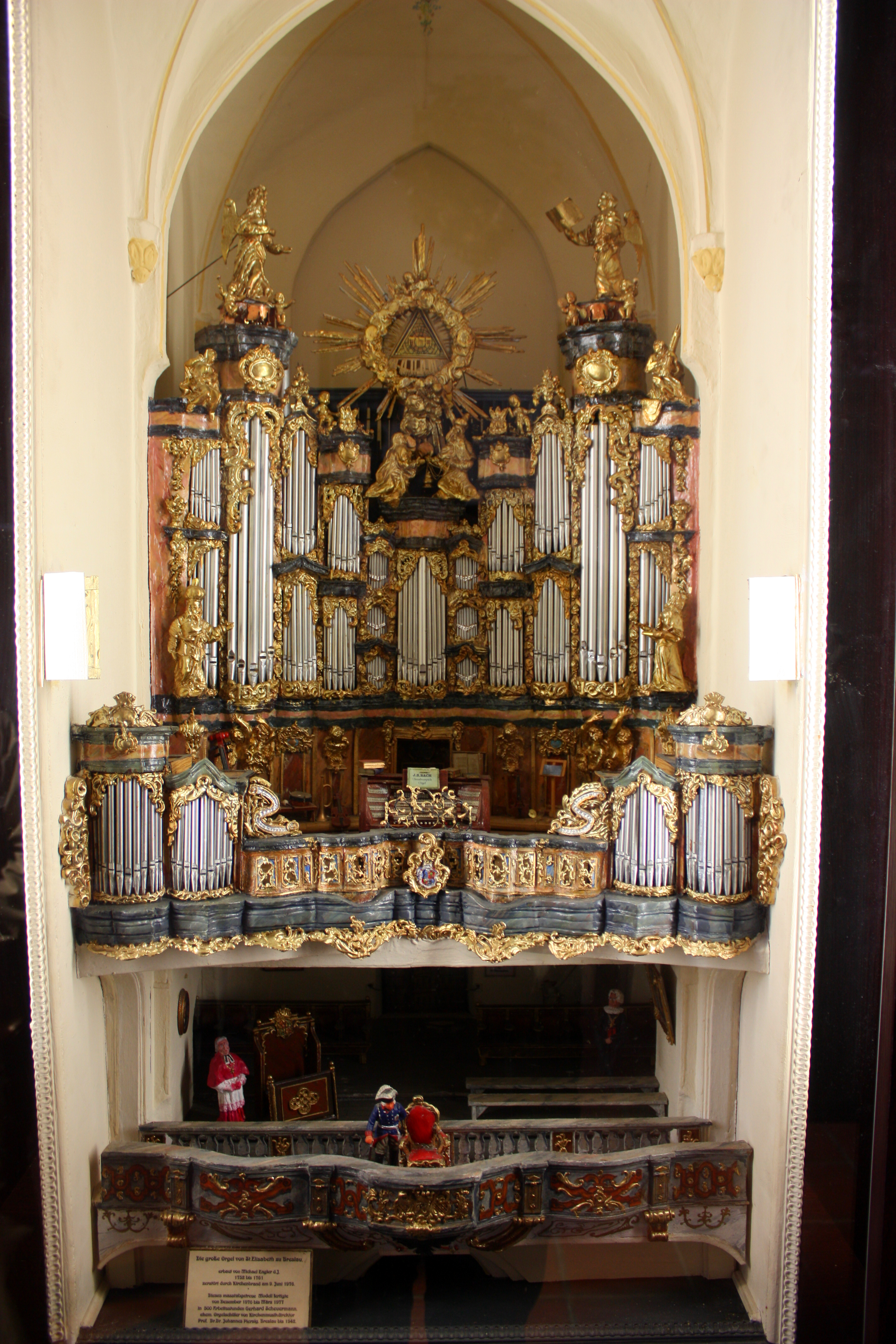
Modell der Engler-Orgel

Die Geschichte der Orgeln in der Elisabethkirche reicht zurück in das 15. Jahrhundert. Das erste Instrument wurde um 1460 von Stephan Kaschendorf erbaut. 1629 stellte Wilhelm Haupt ein neues Instrument fertig, das als Schwalbennestorgel an der Nordwand des Schiffes hing. Beim Einsturz eines der Pfeiler, an dem das Instrument hing, wurde die Orgel zerstört. 1657 wurde ein neues Instrument mit 35 Registern fertig gestellt.
1750 erhielt Michael Engler der Jüngere den Auftrag, ein neues Instrument zu errichten. Auch dieses Instrument wurde im Laufe der Zeit mehrfach repariert und verändert. 1879 wurde das Instrument durch die Orgelbauer Schlag & Söhne (Schweidnitz) umgebaut; es erhielt Kegelladen, die Manuale wurden mit Barkermaschinen ausgestattet, außerdem wurde die Disposition verändert. Das Instrument hatte nach dem Umbau 62 Register. 1907 wurde das Instrument erneut durch Schlag & Söhne umgebaut und auf 71 Register erweitert. 1939 bis 1941 baute der Orgelbauer Wilhelm Sauer (Frankfurt/Oder) das Instrument nach den Idealen der Orgelbewegung um; die Trakturen wurden elektrisch angelegt, die Kegelladen wieder durch Schleifladen ersetzt; außerdem errichtete man wieder zwei Rückpositive, die im Laufe der Zeit abgebaut worden waren. Zudem wurde die Disposition erneut erheblich erweitert. Bei einem Kirchenbrand wurde das Instrument 1976 zerstört.
Die Orgel wurde rekonstruiert, und zwar auf den Zustand, wie sie 1750 von Michael Engler d. J. erbaut worden war. Beteiligt waren mehrere Unternehmen: Die Werkstatt Zych (Wołomin/Polen), zuständig für das Gehäuse und das Tragwerk. Orgelbau Thomas (Stavelot/Belgien) lieferte die Windladen. Orgelbau Klais (Bonn) erbaute die Trakturen, den Spielschrank, die Windanlage, das Pfeifenwerk und intonierte das Instrument. In einem eigens errichteten Atelier wurde der Figurenschmuck gefertigt.
Die Rekonstruktion konnte sich u. a. auf eine Beschreibung stützen, die angefertigt worden war, als während der napoleonischen Belagerung Breslaus drei Artilleriegeschosse die Orgel getroffen hatten. In der Folge war zusammen mit den entstandenen Verlusten auch der Bau des Instruments dokumentiert worden. Außerdem hatte man im Herder-Institut in Marburg die Fotos, die der schlesische Denkmalpfleger Günther Grundmann 1942 bei Konservierungsarbeiten angefertigt hatte, wieder aufgefunden. Grundmann hatte sie 1945 mit seiner Sammlung von Fotos schlesischer Baudenkmäler zunächst mit nach Hamburg genommen. Am 27. Januar 2022 fanden die Einweihungsfeier und ein Konzert des italienischen Organisten Lorenzo Ghielmi statt.
Das Instrument hat 54 Register auf drei Manualwerken und Pedal. Die Schreibweise der Register und der Werksbezeichnungen entspricht der am Spieltisch. Die Spiel- und Registertrakturen sind mechanisch.

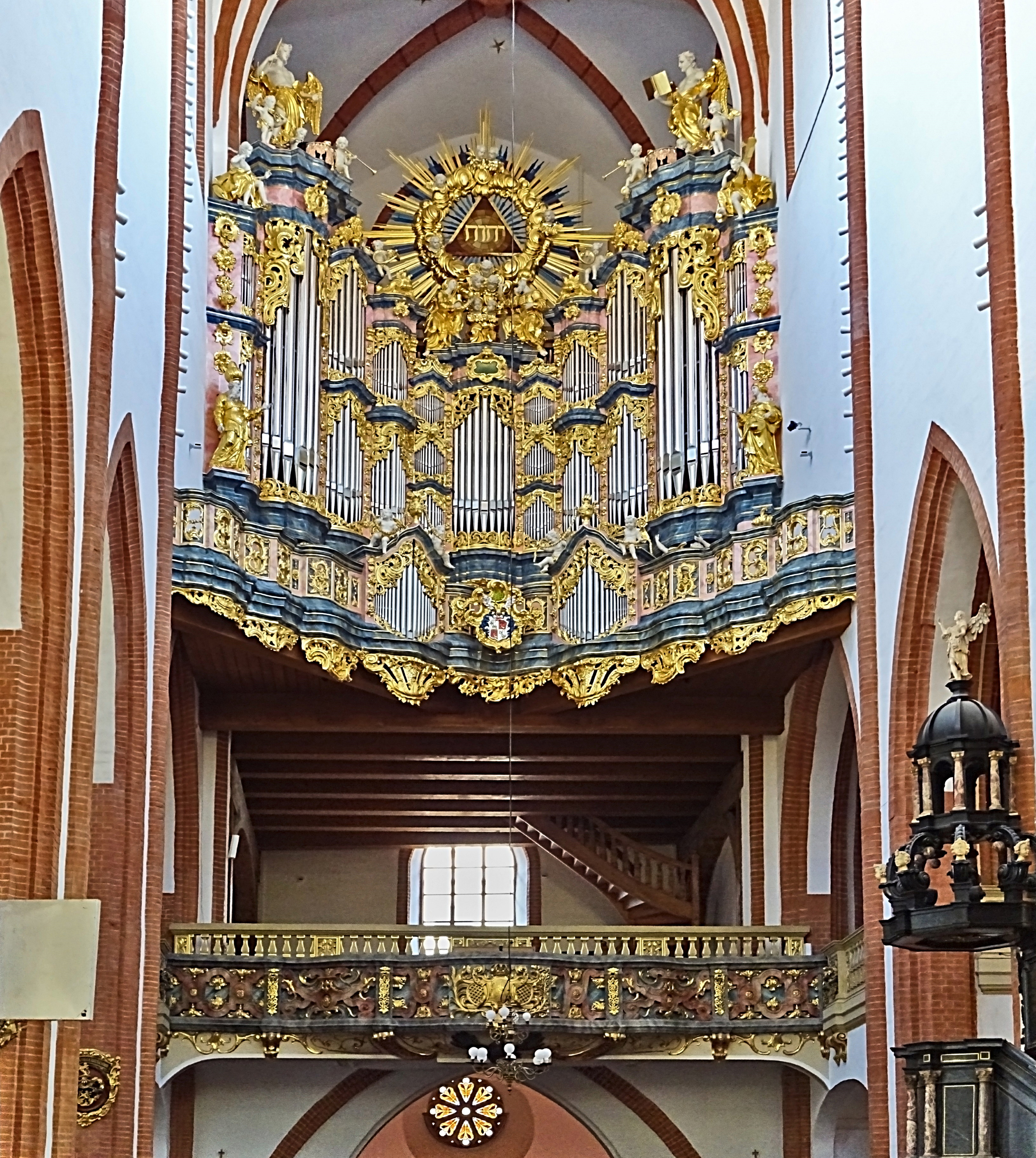
Orgelempore und Orgel

| I Rück=Positiv C–f3 |                    |     |
| 01.                 | Principal          | 08′ |
| 02.                 | Flaute amabile     | 08′ |
| 03.                 | Flaute Allemande 0 | 08′ |
| 04.                 | Quintadena         | 08′ |
| 05.                 | Octave             | 04′ |
| 06.                 | Quinte             | 03′ |
| 07.                 | Super Octave       | 02′ |
| 08.                 | Mixtur IV          |     |
| 09.                 | Cimbel II          |     |
| 10.                 | Hautbois           | 08′ |

| II Haupt=Manual C–f3 |               |     |
| 11.                  | Violon        | 16′ |
| 12.                  | Salicet       | 16′ |
| 13.                  | Bordun Flaute | 16′ |
| 14.                  | Quintadena    | 16′ |
| 15.                  | Principal     | 08′ |
| 16.                  | Flaute major  | 08′ |
| 17.                  | Gems=Horn     | 08′ |
| 18.                  | Salicet       | 08′ |
| 19.                  | Vox humana    | 08′ |
| 20.                  | Octave        | 04′ |
| 21.                  | Nachthorn     | 04′ |
| 22.                  | Quinte        | 03′ |
| 23.                  | Super-Octave  | 02′ |
| 24.                  | Mixtur VI     |     |
| 25.                  | Cimbel III    |     |
| 26.                  | Trombet       | 08′ |

| III Ober=Werck C–f3 |                 |       |
| 27.                 | Principal       | 8′    |
| 28.                 | Trinuna         | 8′    |
| 29.                 | Rohr=Flaute     | 8′    |
| 30.                 | Unda maris      | 8′    |
| 31.                 | Octave          | 4′    |
| 32.                 | Flaute minor    | 4′    |
| 33.                 | Spitz=Flaute    | 4′    |
| 34.                 | Quinte          | 3′    |
| 35.                 | Super-Octave 0  | 2′    |
| 36.                 | Quinta          | 1 ⁄2′ |
| 37.                 | Sedecima        | 1′    |
| 38.                 | Sesquialtera II |       |
| 39.                 | Mixtur IV       |       |
| 40.                 | Chalumeau       | 8′    |

| Pedal C–f1 |                    |     |
| 41.        | Major-Bass         | 32′ |
| 42.        | Principal          | 16′ |
| 43.        | Violon-Bass        | 16′ |
| 44.        | Salicet            | 16′ |
| 45.        | Sub-Bass           | 16′ |
| 46.        | Quintadena         | 16′ |
| 47.        | Octave             | 08′ |
| 48.        | Flaut              | 08′ |
| 49.        | Gems-Horn Quinte 0 | 06′ |
| 50.        | Super-Octave       | 04′ |
| 51.        | Mixtur V           |     |
| 52.        | Posaune            | 32′ |
| 53.        | Posaune            | 16′ |
| 54.        | Trombet            | 08′ |
|            | Glockenspiel       |     |
|            | Pauken             |     |

- Koppeln: I/II, III/II
- Effektregister: Calcanten-Glöckel
- Anmerkungen:

1. ↑  Labiales Register.
2. ↑  Pedalglockenspiel.

## Glocken
Im Turm der Elisabethkirche hängen drei Glocken.
| Nr. | Name         | Gussjahr | Gießer                 | Gewicht (kg) | Schlagton | Inschrift                                                                                        |
| --- | ------------ | -------- | ---------------------- | ------------ | --------- | ------------------------------------------------------------------------------------------------ |
| 1   | Heldenglocke | 1923     | Torgau-Lauchhammer     | 4678         | a0        | DEN HELDEN DES WELTKRIEGES ZUM EHRENDEN GEDÄCHTNIS 1923 UNSER GLAUBE IST DER SIEG                |
| 2   |              | 1471     | Mathias Haubnitz Brünn | ~3500        | c1        | *O REX *GLORIE *VENI *CUM *PACE ** MATHIAS HAUBNICZ*                                             |
| 3   |              | 1460     |                        | ~1500        | e1        | *O REX *GLORIE *VENI *CUM *PACE * AVE MARIA* GRATIA *PLENA *DOMINUS TECUM *ANNO *DOMINI MCCCCLX” |